# Angel Haze
Angel Haze, de son vrai nom Raykeea Angel Wilson, nait le 10 juillet 1991 à Détroit, dans le Michigan, et est artiste de rap d’origine étatsunienne, membre des labels Universal Republic et Island Records. En 2012, Haze publie un EP, intitulé Reservation, disponible gratuitement en ligne, signe ensuite pour un album chez Universal Republic Records, puis se tourne vers Republic Records. Le 28 août 2013, Haze publie le premier single de son premier album Echelon (It's My Way).

## Biographie

### Jeunesse
Raykeea Angel Wilson nait le 10 juillet 1991 à Détroit, dans le Michigan, et a grandi au sein d'une famille de militaires. Ses ancêtres sont afro-américains et amérindiens, et Haze apprend en autodidacte le cherokee. Haze se fait élever dans le cadre de la Greater Apostolic Faith, qu’Haze présente souvent comme une « secte ». À propos de son éducation religieuse, Haze déclare dans The Guardian : « Nous vivions tous et toutes dans la même communauté, à 10 minutes les uns des autres. Nous n'avions pas le droit de parler à qui que ce soit en dehors de la communauté, nous n'avions pas le droit de porter des bijoux, d'écouter de la musique, de manger certaines choses, d'avoir des relations sentimentales… nous n'avions pratiquement le droit de rien faire. » Cependant, à la suite de menaces d'un pasteur à l'encontre de sa mère, la famille de Haze déménage à Brooklyn, New York, alors qu’Haze a l'âge de 16 ans.
C'est à partir de son implantation à Brooklyn qu’Haze se plonge dans le monde de la musique non religieuse.

### Carrière

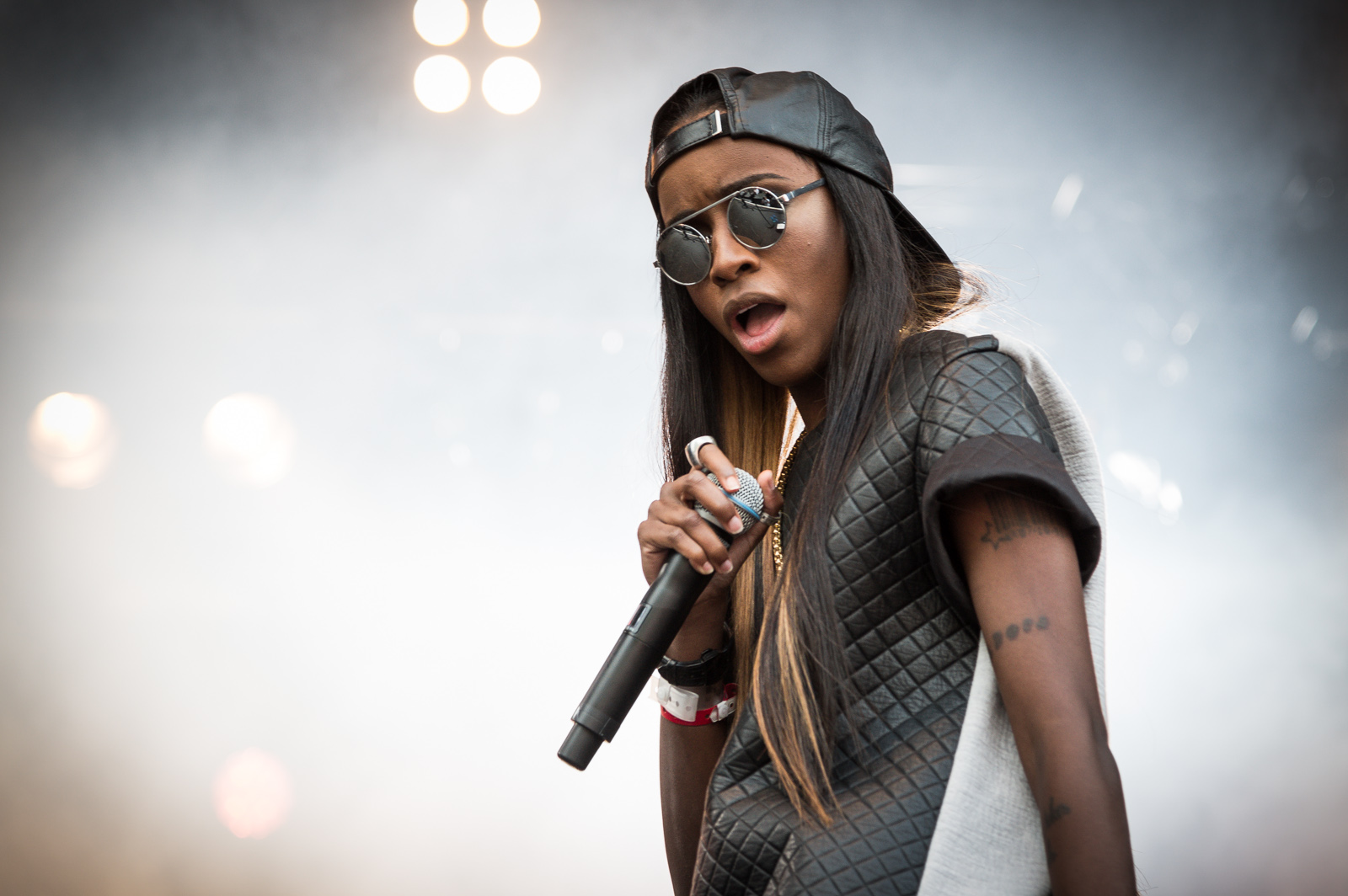
Angel Haze en concert en 2013.

Angel Haze publie son EP intitulé Reservation gratuitement en ligne en juillet 2012. En 2012, Haze participe au BET Hip Hop Awards' Cypher. Haze apparait également sur la mixtape Free SmokeOut Conversations de Dizzy Wright dans Funk Volume, sur le titre remixé Can't Trust Em. Dans sa mixtape de 2012, Classick, l’artiste enregistre une reprise du morceau d'Eminem, Cleanin' Out My Closet. Dans son Earbuddy, John Downey écrit que « la reprise du classique de Slim Shady pourrait bien être meilleure que l'originale. » Universal Republic Records, s'éteignant, transfère des artistes comme Haze vers le ressuscité Republic Records. En décembre 2012, la BBC annonce la nomination de Haze pour le sondage Sound of 2013.
Le 3 janvier 2013, Haze publie la diss song intitulée On the Edge, visant la rappeuse Azealia Banks,. Haze publie également la diss song Shut The Fuck Up toujours à l'encontre de Banks, le 4 janvier 2013. Le 27 mars 2013, le magazine XXL. Le 16 mai 2013, l'artiste britannique Natalia Kills annonce sa venue en studio aux côtés de Haze pour son second album, Trouble. Alors que la liste officielle des titres inclus sur Trouble a été révélée le 30 juillet 2013 , cette collaboration n'a pourtant été citée nulle part. En mai 2013 à Londres, Haze et la rappeuse australienne Iggy Azalea reprennent le morceau Otis de Kanye West et Jay-Z. Lors du même événement, Haze chante un titre tiré de son prochain album Dirty Gold, intitulé No Bueno.
Le 28 août 2013, Haze publie le premier single de son album, Echelon (It's My Way).

## Vie privée
Haze s’identifie dans la pansexualité. En février 2015, Haze fait son coming out en tant qu'agenre, en indiquant les pronoms they/them (des pronoms neutres anglophones traduisibles en français par iel) sur Twitter. Dans une interview donnée au Guardian, Haze déclare : « L'amour ne connaît pas de frontière. Si une personne peut me faire ressentir quelque chose, me faire rire — et c'est dur — alors je peux être avec cette personne. Peu m'importe que cette personne ait un vagin, soit intersexe, ou autre. » En 2014, Haze confirme sa sortie avec le modèle américain Ireland Baldwin, la fille d'Alec Baldwin et de Kim Basinger.
Haze vivait à Springfield, dans l'État de Virginie.

## Discographie

### Albums studio
| Titre             | Détails                                                                                       |
| ----------------- | --------------------------------------------------------------------------------------------- |
| Dirty Gold        | - Sortie : janvier 2014 - Label : Republic / Island - Formats : CD, LP, téléchargement payant |
| Back to the Woods | - Sortie : septembre 2015                                                                     |

### EP
| Titre       | Détails                                                    |
| ----------- | ---------------------------------------------------------- |
| New York EP | - Sortie : 5 octobre 2012 - Format : Téléchargement payant |

### Mixtapes
| Titre       | Détails                                                      |
| ----------- | ------------------------------------------------------------ |
| New Moon    | - Sortie : 27 novembre 2009 - Format : Téléchargement payant |
| Altered Ego | - Sortie: 16 janvier 2011 - Format : Téléchargement payant   |
| King        | - Sortie : 12 juillet 2011 - Format : Téléchargement payant  |
| Voice EP    | - Sortie : 19 avril 2012 - Format : Téléchargement payant    |
| Reservation | - Sortie : 17 juillet 2012 - Format : Téléchargement payant  |
| Classick    | - Sortie : 25 octobre 2012 - Format : Téléchargement payant  |

## Apparitions
| Titre             | Année | Artiste      | Album                  |
| ----------------- | ----- | ------------ | ---------------------- |
| Can't Trust 'Em   | 2012  | Dizzy Wright | SmokeOut Conversations |
| Freestyle         | 2012  | Bassnectar   | Freestyle - EP         |
| Hell Could Freeze | 2013  | Rudimental   | Home                   |
| Shit, Man!        | 2013  | Skylar Grey  | Don't Look Down        |
| Lootin in London  | 2013  | rdgldgrn     | Single à part          |
| Papaoutai         | 2013  | Stromae      | Racine Carrée          |
| Eating Rappers    | 2013  | Crudbump     | The Judas Beats Album  |
| Illuminati Shit   | 2013  | Crudbump     | The Judas Beats Album  |
| I Love You        | 2013  | Woodkid      | The Golden Age         |

## Clips
| Titre                 | Année | Réalisateur(s)/réalisatrice(s) |
| --------------------- | ----- | ------------------------------ |
| New York              | 2012  | Adrienne Nicole                |
| Werkin' Girls         | 2012  | Alex Lee & Kyle Wightman       |
| No Bueno              | 2013  | Frank Borin                    |
| Echelon (It's My Way) | 2013  | Skinny                         |

## Récompenses et nominations
| Année | Organisme      | Récompense                 | Travail/rôle  | Résultat   |
| ----- | -------------- | -------------------------- | ------------- | ---------- |
| 2012  | MTV            | Brand New For 2013         | Elle-même     | Nomination |
| 2012  | BBC            | Sound of 2013,             | Elle-même     | Troisième  |
| 2012  | NME            | 50 Best Tracks of 2012     | New York      | 29e        |
| 2012  | Pitchfork      | 100 Best Tracks of 2012    | Werkin' Girls | 75e        |
| 2013  | Popdust        | Next Pop Superstar of 2013 | Elle-même     | Nomination |
| 2013  | O Music Awards | Best Web-Born Artist       | Herself       | Nomination |